# 京狩野
京狩野（きょうがのう）は、安土桃山時代末から明治期まで京都で活躍した画家の流派。豊臣氏滅亡後、狩野派のほとんどが江戸に下ったことに対して、京都に留まったため、京狩野と呼ばれるようになった。初代狩野山楽、2代狩野山雪を輩出。また3代狩野永納は日本初の画伝書『本朝画史』を著した。

## 概説
豊臣秀吉没後、狩野家の大部分は徳川に仕え、徳川幕府を頼って江戸に下った。狩野宗家を含めてこの一派を江戸狩野という。しかし、秀吉の寵愛を受けた狩野山楽は、そのまま秀頼に仕えた。このため豊臣氏滅亡後、幕府から嫌疑を掛けられてしまうが、松花堂昭乗、九条幸家のとりなしによって恩赦を受け、そののちは九条家や本願寺の御用絵師として京都を中心に活躍する。
2代山雪以降、装飾的な桃山の画風を代々受け継ぎ公卿衆や寺社に仕えるも、幕府の手厚い庇護を受けた江戸狩野と比べるとその勢いに大きな隔たりがあった。また宮廷の御用を得ていたものの、土佐家、鶴沢家に続く家柄でその境遇には大きな格差があった。
3代永納は山雪の遺稿を元に日本初の画伝書『本朝画史』を著したが、これは室町時代以来の狩野家の正系を主張する目的もあったようだ。
4代永敬は、近江日野の高田敬輔を指導。この高田敬輔の門下から、曽我蕭白や月岡雪鼎、島崎雲圃という近年評価の高い画家が輩出した。
流派はしだいに低迷したが幕末9代狩野永岳の代に一時的に復興する。しかしそれも長く続かず明治を迎えると急激に衰退した。

## 当主一覧
| 本家 | 名       | 生没年          | 諱   | 号・称号・字                                             | 作品 | 家督相続                                         | 備考                                                                                         |
| ---- | -------- | --------------- | ---- | -------------------------------------------------------- | --- | ------------------------------------------------ | -------------------------------------------------------------------------------------------- |
| 初代 | 狩野山楽 | 1559年 - 1635年 | 光頼 | 伯山                                                     | 養源院障壁画（京都・養源院）重要文化財など | 実父木村永光、狩野永徳の養子                     |                                                                                              |
| 2代  | 狩野山雪 | 1589年 - 1651年 | 光家 | 蛇足軒・桃源子・縫殿助（以降当主の通称となる）           | 天球院襖絵（京都・天球院）1631年 重要文化財など | 山楽の女婿                                       |                                                                                              |
| 3代  | 狩野永納 | 1634年 - 1700年 | 吉信 | 山静・梅岳・素絢軒・一陽・西邑居翁山人、字：伯受・一陽斎 | 「海住山寺縁起絵巻」1664年、「養老滝図」1667年、蘭亭曲水図屏風（静岡県立美術館）、遊鶴図屏風（出光美術館）、四季花鳥図屏風（ボストン美術館）、詩仙堂三十六詩仙（ニューヨーク公共図書館）など                         | 山雪の実子（別に山楽の孫光吉の子とするが説ある） | 狩野探幽、海北友雪、土佐光起らと内裏障壁画を制作。日本初の画人伝『本朝画史』を著す。鑑定家。 |
| 4代  | 狩野永敬 | 1662年 - 1702年 |      | 仲簡子・幽賞軒、通称・求馬                               | 関地蔵院本堂の天井画、岩倉実相院玄関の障壁画、「十二ヶ月花鳥図屏風」（東京国立博物館）、「秋草図屏風」（静岡県立美術館）、朝鮮人行列図巻（ニューヨーク公共図書館）、朝鮮通信使屏風（ハーバード大学サックラー美術館） | 永納の長男                                       | 門人に高田敬輔                                                                               |
| 5代  | 狩野永伯 | 1687年 - 1764年 | 清信 | 山亮                                                     | 「松竹梅に鶴図屏風」（大分市美術館）、「富士秋景図」（六波羅蜜寺）、「大雲寺境内図絵馬」（大雲寺） | 永敬の実子                                       | 江戸狩野に入門した？                                                                         |
| 6代  | 狩野永良 | 1741年 - 1771年 |      | 山晟                                                     | 「西王母・東方朔図屏風 」「親子犬図」（静岡県立美術館）、「耕作図屏風」「白梅群鶏図」（京都国立博物館） | 永伯の養子                                       | 九条家に仕える。宮廷にも仕え、扇絵を献上した。31歳で夭折。                                   |
| 7代  | 狩野永常 | 1731年 - 1787年 |      | 山隆                                                     | 神辺宿の菅波家二の間「千羽鶴図」、御成の間 袋戸棚の襖絵「墨彩四季山水図」、佛光寺本廟障壁画6面、「四季耕作図屏風」（承天閣美術館（萬野美術館旧蔵））、「春秋花鳥図屏風」（個人蔵）                                   | 狩野永隆の二男で永良の養子となる。               |                                                                                              |
| 8代  | 狩野永俊 | 1769年 - 1816年 |      | 山朴                                                     | 「郡鳥図天袋貼付」（大報恩寺）、「楼閣山水図屏風」（京都聖護院）、「八幡太郎義家図絵馬」（今宮神社）、「三尚山水図」（いすみ市郷土資料館）                                                                           | 永常の養子                                       | 寛政度の御所造営に参加。常御殿上段之間を担当。                                               |
| 9代  | 狩野永岳 | 1790年 - 1867年 |      | 山梁・晩翠・脱庵、字：公嶺                               | 隣華院（妙心寺塔頭）客殿障壁画、「富士山登龍図」（静岡県立美術館）、「四季耕作図屏風」など | 永俊の養子                                       |                                                                                              |
| 10代 | 狩野永祥 | 1810年 - 1886年 |      | 山庵                                                     | 離合山水図押絵貼屏風 （静岡県立美術館） | 永岳の養子                                       |                                                                                              |
| 11代 | 狩野永譲 | 1865年 - 1914年 |      | 儀三郎                                                   | | 永祥の養子                                       |                                                                                              |
| 12代 | 狩野永証 | 1909年 - 1983年 |      | 儀三郎                                                   | | 永譲の実子                                       |                                                                                              |

| 別家 | 名       | 生没年 | 諱 | 号・称号・字 | 作品                                             | 家督相続       | 備考               |
| ---- | -------- | ------ | -- | ------------ | ------------------------------------------------ | -------------- | ------------------ |
| 初代 | 狩野永梢 |        |    |              | 花鳥山水襖絵（徳融寺）、藤の図屏風（伊賀上野城） | 狩野永納の二男 | 東本願寺絵所に就任 |
| 2代  | 狩野永雪 |        |    |              |                                                  |                |                    |